# Jelení potok (přítok Bílé Oravy)
Jelení potok je potok na horní Oravě, na území okresu Námestovo. Původně se jednalo o pravostranný přítok Bílé Oravy, ale dnes ústí do přehradního jezera Oravské přehrady. Měří 2,2 km a je tokem V. řádu.

## Pramen
Pramení na okraji Oravské Magury, v podcelku Budín, na jihozápadním svahu Staré hory (946,5 m n. m.) v nadmořské výšce přibližně 850 m n. m.

## Popis toku
Teče více méně severním směrem, na horním toku přibírá nejprve krátký levostranný přítok, následně pravostranný přítok ze západního svahu Staré hory. Pak vstupuje do Oravské kotliny, na krátkém úseku teče severozápadním směrem a znovu pokračuje na sever. Nakonec podtéká státní cestu II/520 a jižně od Námestova ústí v nadmořské výšce 601,0 m n. m. do Oravské přehrady.